# Famille von Thümen
La famille von Thümen est une ancienne famille noble du Brandebourg.

## Histoire
La famille apparaît pour la première fois dans un document le 12 avril 1281 avec Johannes von Thümen dans une lettre d'échange du duc de Saxe et burgrave de Magdebourg. La lignée commence avec le conseiller électoral brandebourgeois Hans von Thümen (mort en 1456), seigneur de Blankensee dans l'arrondissement de Teltow-Fläming.

### Possessions
La famille von Thümen se divise en deux lignées principales. Les branches Stücken et Göbel appartiennent à la ligne généalogique I. Le lieutenant général August von Thümen (1757-1826), issu de la branche Stücken, achète en 1820, lorsqu'il quitte le service militaire, le domaine de Caputh avec le château de Caputh dans l'actuel arrondissement de Potsdam-Mittelmark. La tombe familiale dans le parc de l'église, laissée à l'abandon et partiellement détruite pendant la période de la RDA, est remise en état en 2002 par deux arrière-petites-filles du général et inaugurée solennellement en présence de la presse.
En outre, le domaine de Neu-Langerwisch, également situé dans l'actuel arrondissement de Potsdam-Mittelmark, est, tout comme Stücken lui-même, la propriété de la famille jusque tard dans le XIXe siècle. Le complexe de marchandises Göbel près de Möckern, qui est resté en propriété jusqu'à la réforme agraire, comprend d'autres annexes, dont Waldrogäsen peut être conservé jusqu'en 1945, et Klein Briesen près de Belzig tout aussi longtemps. Le dernier propriétaire de ce domaine, Achaz-Albrecht von Thümen (1911-1998), devient plus tard chancelier de l'université Johann Wolfgang Goethe de Francfort-sur-le-Main.
Pendant de nombreux siècles et jusqu'à sa vente en 1902, la deuxième lignée de la famille Blankensee a son siège principal à Stangenhagen dans l'arrondissement de Teltow-Fläming, un lieu situé dans le triangle entre les rivières Nuthe et Nieplitz (de) avec le village de Gröben à la pointe nord du triangle. et une ligne Stangenhagen-Trebbin comme limite sud, dans ce que Theodor Fontane appelle plus tard le Thümenschen Winkel. Dans les deux paroisses de Stangenhagen et de Blankensee, la famille noble exerce le patronage.

## Armes
En argent, une palissade rouge inclinée vers la droite, surmontée d'une rose rouge. Sur le casque avec des lambrequins rouges et argentées, une jeune fille en pleine croissance vêtue de rouge avec des cheveux lâches et un bandeau vert.

## Personnalités
- August von Thümen (1757–1826), lieutenant général prussien et aide de camp du roi Frédéric-Guillaume III.
- Christoph Friedrich von Thümen (de) (1683-1744), général de division prussien
- Eustachius von Thümen (l'Arche)[3], membre de la Société des fructifiants
- Felix von Thümen (de) (1839–1892), mycologue
- Hans von Thümen (1548-1595), maréchal de la cour de Brandebourg[4],[5]
- Johann von Thümen, 1582 Commandeur de l'Ordre de Saint-Jean à Lietzen[6]
- Richard von Thümen (1836–1897), général de division prussien
- Veit von Thümen (de) (mort en 1543), seigneur maître de l'Ordre de Saint-Jean de 1527[7] à 1544
- Wilhelm von Thümen (1792–1856), lieutenant général prussien, commandant de la ville de Berlin et commissaire fédéral